# 江浦郵便局
江浦郵便局（えのうらゆうびんきょく）は福岡県みやま市にある郵便局。民営化前の分類では集配普通郵便局であった。

## 概要
住所：〒839-0299 福岡県みやま市高田町江浦町527
民営化直前の集配業務再編において、多くの集配普通郵便局は統括センターとなったが、当局は配達センターとされたため、民営化後も郵便事業株式会社の支店は併設されず、集配センターが併設された。

## 沿革
- 1873年（明治6年） - 江ノ浦郵便取扱所として開設[1]。
- 1875年（明治8年）1月1日 - 江ノ浦郵便局（五等）となる。
- 1885年（明治18年）5月25日 - 貯金取扱を開始。
- 1891年（明治24年）2月16日 - 為替取扱を開始。
- 19xx年 - 江浦郵便局に改称。
- 1963年（昭和38年）3月24日 - 簡易な電話加入事務を除く電話交換事務を、大牟田電報電話局に移管[2]。
- 1967年（昭和42年）8月27日 - 渡瀬郵便局から和文電報配達業務の一部[3]を移管。
- 1978年（昭和53年）5月1日 - 特定郵便局から普通郵便局に局種別改定。
- 1981年（昭和56年）3月3日 - 和文電報配達業務を瀬高電報電話局に移管。
- 1985年（昭和60年）10月1日 - 電話の加入および料金に関する簡易な事務を、瀬高電報電話局に移管。
- 2000年（平成12年）8月14日 - 外国通貨の両替および旅行小切手の売買に関する業務取扱を開始。
- 2007年（平成19年）10月1日 - 民営化に伴い、併設された郵便事業大牟田支店江浦集配センターに一部業務を移管。
- 2012年（平成24年）10月1日 - 日本郵便株式会社発足に伴い、郵便事業大牟田支店江浦集配センターを江浦郵便局に統合。

## 取扱内容
- 郵便、印紙、ゆうパック、内容証明
- 貯金、為替、振替、振込、国際送金、国債、投資信託
- 生命保険、バイク自賠責保険、自動車保険
- ゆうちょ銀行ATM
- みやま市内および柳川市内の各一部地域の集配業務

## 周辺
- みやま市立江浦小学校
- 矢部川

## アクセス
- 西鉄天神大牟田線 江の浦駅から北へ約500m（徒歩約6分）、JR鹿児島本線 渡瀬駅から北西へ約2.2km（徒歩約26分）
- 九州自動車道 みやま柳川ICから南西へ約9km
- 国道208号
- 駐車場あり：12台